# Condado de Van Wert
O Condado de Van Wert é um dos 88 condados do Estado americano do Ohio. A sede do condado é Van Wert, e sua maior cidade é Van Wert. O condado possui uma área de 1 063 km² (dos quais 1 km² estão cobertos por água), uma população de 29 659 habitantes, e uma densidade populacional de 28 hab/km² (segundo o censo nacional de 2000). O condado foi fundado em 1 de abril de 1820.